# True (Unix)
Pour les articles homonymes, voir True.
La commande true, dans les systèmes Unix, a pour unique fonction de donner la valeur 0. Elle est habituellement utilisée dans les conditions et les boucles des scripts shell.